# 秋篠寺
秋篠寺（あきしのでら）是位在日本奈良縣奈良市的寺院。本尊藥師如來、開基（創立者）為光仁天皇、開山（初代住持）為善珠。是奈良時代最後建立的官寺，和天皇家關係深遠。其伎藝天女像，最為有名。

## 關連項目
- 勅願寺

## 外部連結
- 秋篠寺 （页面存档备份，存于）